# Перевал Лойбл
Перевал Лойбл (нім. Loiblpass) або перевал Любель (словен. prelaz Ljubelj) — високогірний перевал у пасмі Караванке Південних Вапнякових Альп, що сполучає Австрію зі Словенією. Дорога через перевал Лойбл є найкоротшим сполученням між містом Ферлах у Каринтії та Тржичем у Верхній Крайні та частиною європейського шляху E652 від Клагенфурта до Накло.

## Географія

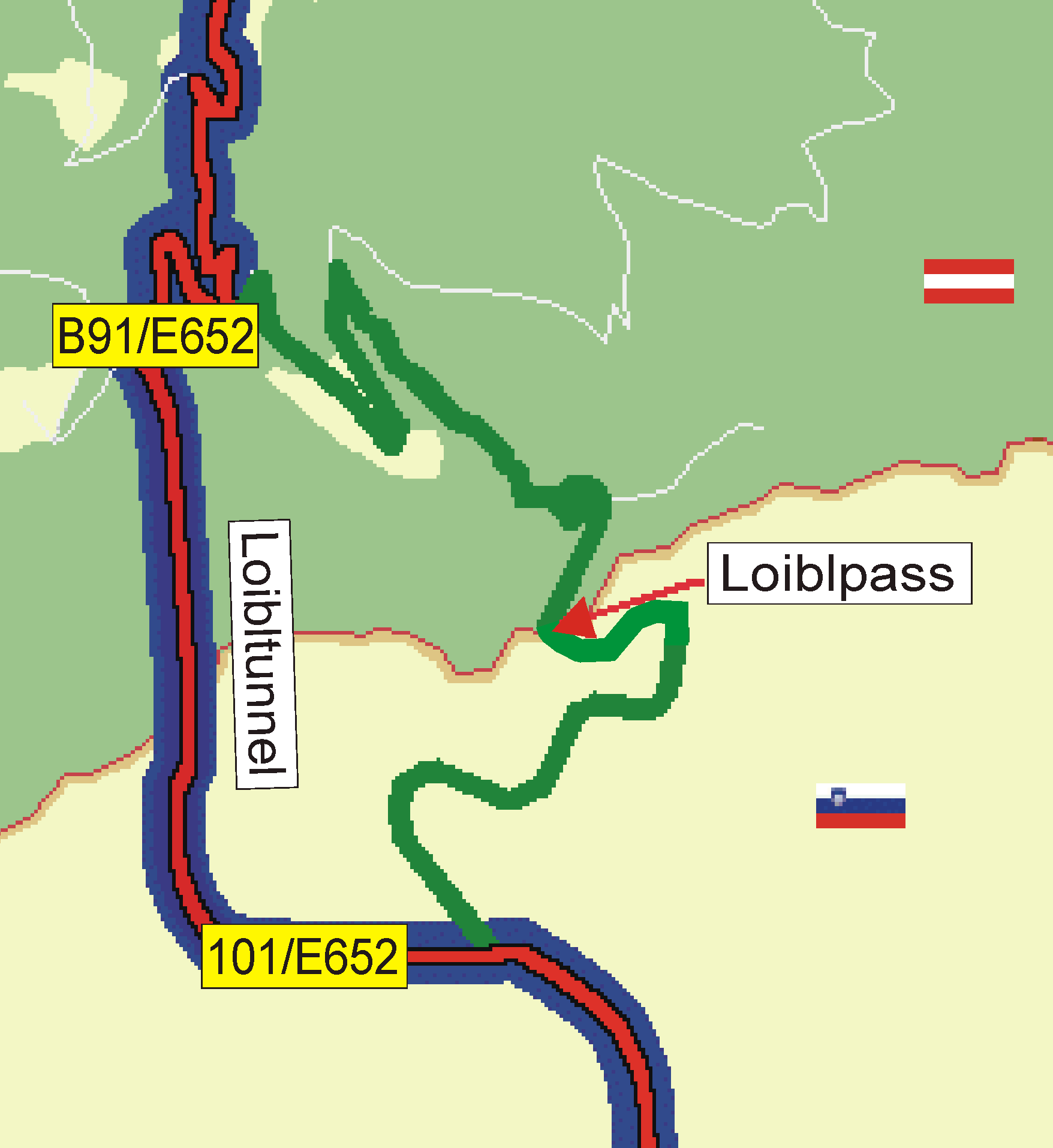
Тунель Лойбл та історична дорога

Гірський перевал розташований на австрійсько-словенському кордоні на висоті 1367 метрів над Адріатикою, на схід від масиву Стол. Гірська дорога (Loiblpass Straße, B 91), одна з найкрутіших у Східних Альпах, в'ється від широкої долини Драви численними крутизнами до вершини перевалу, паралельно струмку Лойбльбах і мальовничій Чеппі (Чепа). ущелина з кількома водоспадами. Від перевалу Малий Лойбл (Sapotnica) невелика дорога відгалужується до віддаленої долини Боденталь. З 1963-64 рр. рух проходить через двосмуговий тунель на висоті 1.069 метрів під гребенем гори. На південь від перевалу дорога (№ 101) спускається через Подлюбель до Тржича в долині Сава і далі до автостради А2. Гірські перевали поблизу — перевал Вурцен на заході та сідловина Зееберг на сході.

## Історія
З давніх часів використовувалися різні маршрути, які з'єднували Вірунум у римській провінції Норик з Емоною (сучасна Любляна). У середньовіччі стратегічне значення перевалу Лойбл знову зросло, коли в 11 столітті імператор Генріх III відокремив південно-східну частину Карніолії від Каринтії. Патріархи Аквілеї, які керували маркграфством з 1077 року, доручили утримання перевальної дороги цистерціанським монахам новоствореного абатства Віктрінг, які збудували госпітій і каплицю, присвячену святому Леонарду. Однак, ченцям довелося конкурувати з претензіями, висунутими місцевими лордами замку Холленбург (Гумберк), які заволоділи володіннями до 1488 року. З 1335 року як Каринтією, так і Карніолією на півночі та на півдні правили австрійські герцоги Габсбурги.

## Тунель Лойбл

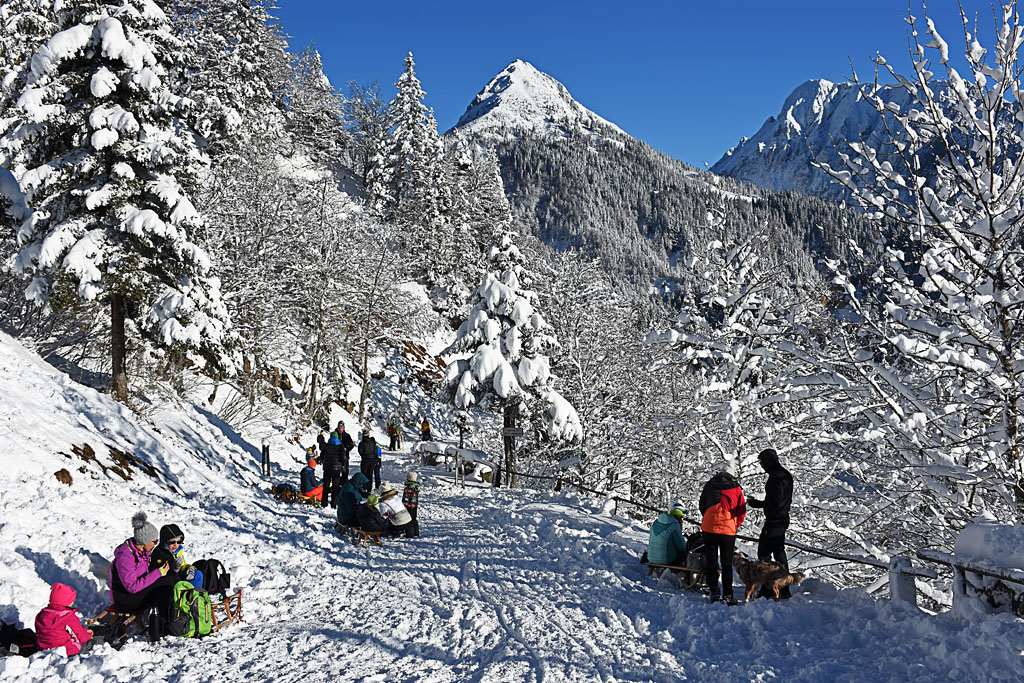
Санна траса після грудневого снігопаду.

Під час Другої світової війни 1.570 метровий тунель був побудований на 1.068 метрів над рівнем моря за наказом нацистського гауляйтера Каринтії Фрідріха Райнера, щоб обійти круті верхні частини гірської дороги. Роботи виконувала віденська будівельна компанія Universale Hoch-und Tiefbau, в якій працювало 660 цивільних робітників, кілька яких були направлені Службою обов'язкових робіт Франції Віші, а також 1652 примусових робітників, наданих за контрактом з СС. Ці в'язні були інтерновані у двох невеликих підтаборах концентраційного табору Маутхаузен-Гузен, по одному з кожного боку перевалу. Їх передали під командування оберштурмфюрера Юліуса Людольфа, який служив у Маутхаузені з 1940 року і був відомий своїми надмірними побоями.

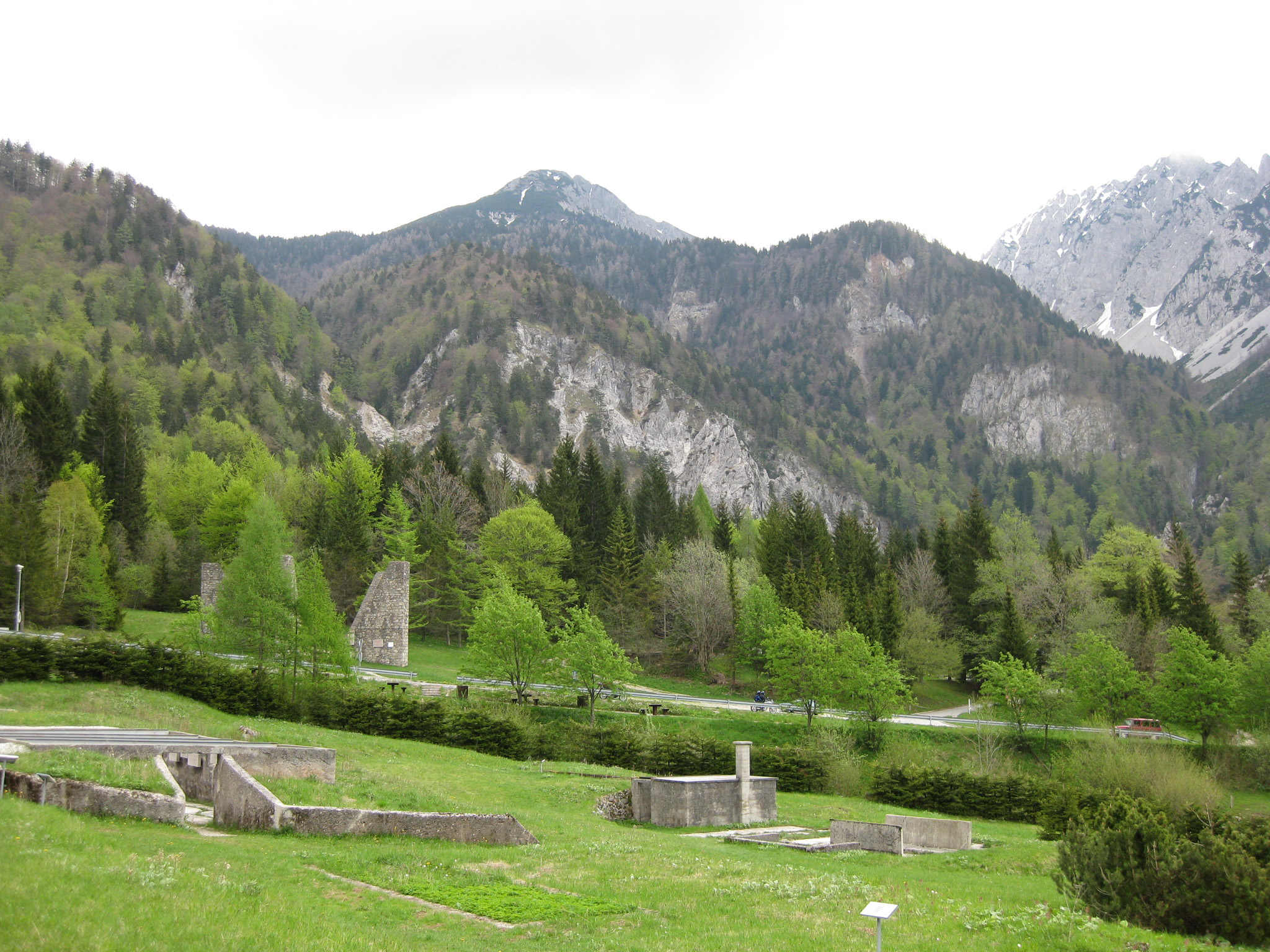
Меморіал підтабору Лойбла

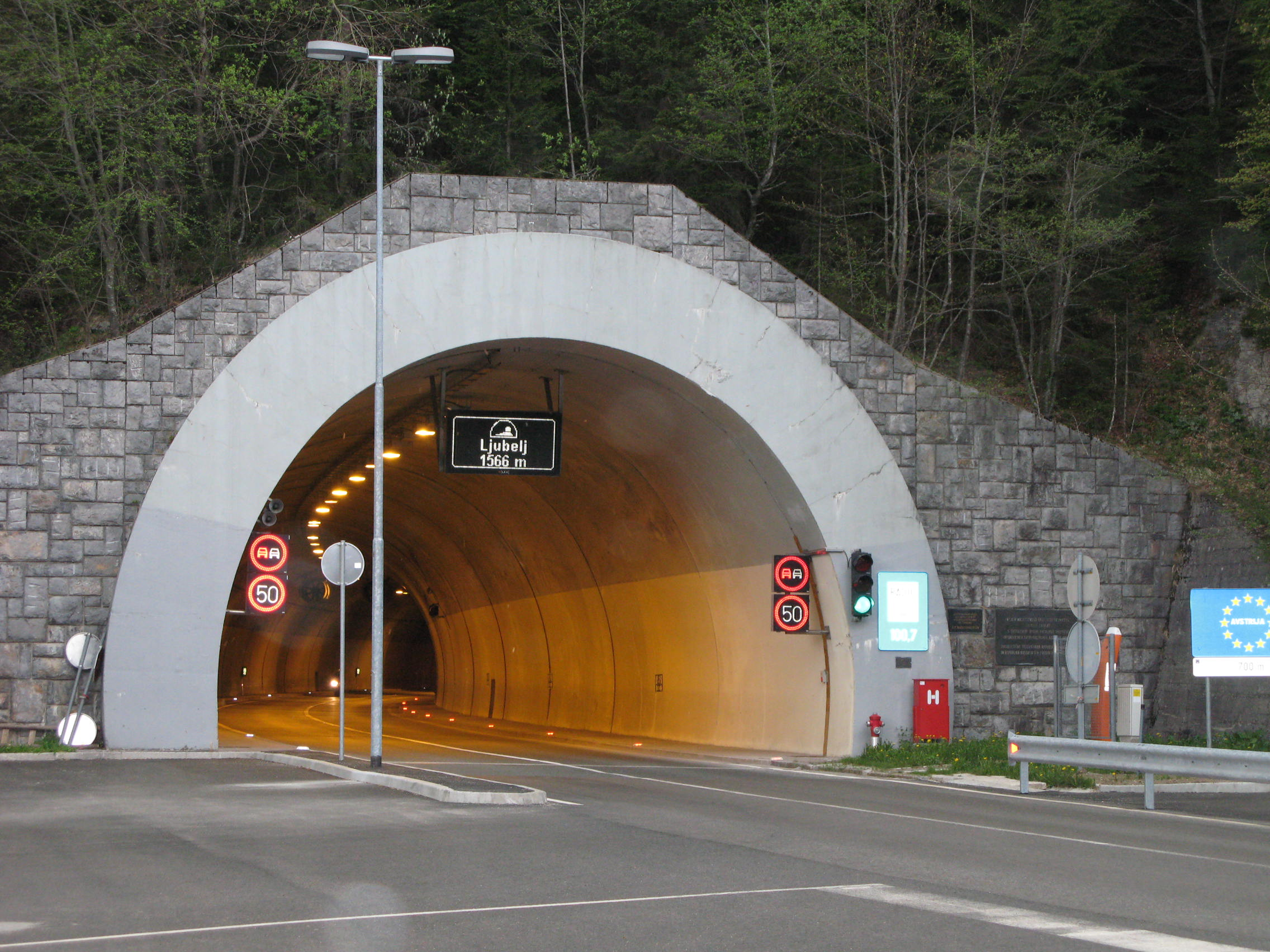
Протал тунелю Лойбл зі Словенського боку

Тунель було знову відкрито як прикордонний пункт між Австрією та Федеративною Народною Республікою Югославією у 1950 році та розширено на початку 1960-х років до двох смуг у листопаді 1963 року. Стара дорога через вершину перевалу була закрита для транспорту з 1967 року.

## Відпочинок
Влітку старий перевал забезпечує доступ до пішохідних маршрутів уздовж головного хребта Караванк. Майже щозими на південній (словенській) стороні перевалу влаштовують санну трасу.